# Nectophrynoides laticeps
Nectophrynoides laticeps és una especie de gripau de la família dels bufònids. Va ser descrit per Allan Channing et alii el 2005.
L'espècie viu a la fullaraca al terra del bosc de muntanya. No s'ha trobat fora dels hàbitats forestals ni d'altres boscos. És una espècie ovovivípara. És endèmica de les muntanyes Ukaguru entre 1800 i 2200 d'altitud a Tanzània.
Els boscs de les muntanyes d'Ukaguru no són gaire protegits i l'expansió agrícola i els assentaments humans formen una amenaça major per a l'hàbitat natural.